# Galeria Narodowa w Pradze
Galeria Narodowa w Pradze (czes. Národní galerie v Praze, NG) – galeria sztuki w Pradze, narodowa instytucja kultury. Od 2021 funkcję dyrektora generalnego Galerii Narodowej w Pradze sprawuje Polka, Alicja Knast.

## Historia
5 lutego 1796 Stowarzyszenie Patriotycznych Przyjaciół Sztuki (Společnost vlasteneckých přátel umění) założyło galerię obrazów (Obrazárna Společnosti vlasteneckých přátel umění), która stała się podstawą obecnej Galerii Narodowej. Organizacja skupiała przedstawicieli szlachty i mieszczaństwa.
W 1902 dołączono Galerię Sztuki Nowoczesnej Królestwa Czeskiego (Moderní galerie Království českého), która była fundacją cesarza Franciszka Józefa I.
W 1918 kolekcja Stowarzyszenia Patriotycznych Przyjaciół Sztuki przeszła na własność państwa czechosłowackiego, natomiast Galeria Sztuki Nowoczesnej Królestwa Czeskiego pozostała niezależną fundacją. W 1942 włączono ją do Galerii Narodowej. Decyzję tę potwierdzono w 1949.
Galeria Narodowa eksponuje swoje zbiory w następujących miejscach:
- Klasztor św. Agnieszki – zbiory czeskiej i środkowoeuropejskiej sztuki średniowiecznej
- Klasztor św. Jerzego – zbiory sztuki z czasów cesarza Rudolfa II oraz sztuki barokowej
- Pałac Kinskich – ekspozycja czeskich pejzaży od XVII do XIX w.
- Pałac Sternbergów – sztuka europejska od antyku do baroku
- Pałac Schwarzenbergów – sztuka barokowa w Czechach, ekspozycja otwarta 29 marca 2008
- Veletržní palác – kolekcja sztuki XIX w. i współczesnej
- dom Pod Czarną Matką Bożą
- pałac we Frysztacie
- Zdziar nad Sazawą – klasztor

## Dawne wystawy
- Zamek Zbrasław – kolekcja sztuki azjatyckiej i orientalnej, do 2009